# Производящий функционал
Производящий функционал — расширение понятия производящей функции моментов для одномерного / конечномерного распределения Гаусса на континуальное распределение Гаусса.

## Определение
Производящий функционал корреляционных функций {\displaystyle G(A)} определяется следующим образом:
{\displaystyle G(A)=\langle \exp \left\{\int \limits _{\Omega }\!\mathrm {d} X\,A_{I}(X)\varphi _{I}(X)\right\}\rangle ,}
где {\displaystyle \langle \ldots \rangle } — усреднение по ансамблю. Без сокращений определение производящего функционала для нормированного на 1 континуального распределения Гаусса с квадратичной формой {\displaystyle K} выглядит следующим образом:
{\displaystyle G(A)=\det \left[{\frac {K}{2\pi }}\right]^{1/2}\cdot \int \!{\mathcal {D}}\varphi \,\exp \left\{-{\frac {1}{2}}\left(\varphi ,K\varphi \right)+\left(A,\varphi \right)\right\}}.
Однако же, обычно это определение записывают в сокращённом виде, опуская значки и интегрирования:
{\displaystyle G(A)=\langle e^{A\varphi }\rangle .}

## Связь корреляционных функций с производящим функционалом
Поскольку определение корреляционных функций выглядит следующим образом:
{\displaystyle G_{n}(X_{1},X_{2},\dots X_{n})=\langle \varphi (X_{1})\varphi (X_{2})\dots \varphi (X_{n})\rangle ,}
связь между производящим функционалом и корреляционными функциями получается:
{\displaystyle G_{n}(X_{1},X_{2},\dots X_{n})=\left[{\frac {\delta }{\delta A(X_{1})}}{\frac {\delta }{\delta A(X_{2})}}\dots {\frac {\delta }{\delta A(X_{n})}}G(A)\right]_{A=0},}
где {\displaystyle {\frac {\delta }{\delta A}}} — вариационная производная. Данная формула является полной аналогией формулы вычисления моментов через производящую функцию моментов для конечномерного распределения Гаусса.

## Вычисление корреляционных функций
Для континуальных интегралов выполняется следующая формула:
{\displaystyle \int \!{\mathcal {D}}\varphi \,\exp \left\{-{\frac {1}{2}}\left(\varphi ,K\varphi \right)+\left(A,\varphi \right)\right\}=\det \left[{\frac {K}{2\pi }}\right]^{-1/2}\exp \left\{{\frac {(A,K^{-1}A)}{2}}\right\}}.
Видно, что её левая часть — определение (с точностью до нормировки) производящего функционала {\displaystyle G(A)}. Тогда для парной корреляционной функции получим
{\displaystyle G_{2}(X_{1},X_{2})=\det \left[{\frac {K}{2\pi }}\right]^{1/2}\cdot \left[{\frac {\delta }{\delta A(X_{1})}}{\frac {\delta }{\delta A(X_{2})}}\det \left[{\frac {K}{2\pi }}\right]^{-1/2}\exp \left\{{\frac {(A,K^{-1}A)}{2}}\right\}\right]_{A=0}=K^{-1}(X_{1},X_{2}).}
То есть
{\displaystyle G_{2}(X_{1},X_{2})=\langle \varphi (X_{1})\varphi (X_{2})\rangle =K^{-1}(X_{1},X_{2}).}

## Другие виды производящих функционалов
Ясно, что определённый так как приведено выше функционал
{\displaystyle G(A)=\langle e^{A\varphi }\rangle }
сохранит производящие свойства и для других распределений не зависящих от параметра {\displaystyle A}. Поскольку существует целый класс физических теорий, плотность распределения {\displaystyle \rho [\varphi ]} в которых задаётся «почти квадратичным» функционалом действия {\displaystyle S[\varphi ]}:
{\displaystyle \rho [\varphi ]=C\cdot e^{-S[\varphi ]},}
{\displaystyle S[\varphi ]={\frac {1}{2}}\left(\varphi ,K\varphi \right)+V[\varphi ],}
где {\displaystyle V[\varphi ]} — мало, для них определяются собственные производящие функционалы с разным физическим смыслом. Они называются производящими функционалами функций Грина. Среди них: производящий функционал полных функций Грина
{\displaystyle G(A)={\frac {\int \!{\mathcal {D}}\varphi \,\exp \left\{-S[\varphi ]+\left(A,\varphi \right)\right\}}{\int \!{\mathcal {D}}\varphi \,\exp \left\{-{\frac {1}{2}}\left(\varphi ,K\varphi \right)\right\}}},}
связных функций Грина
{\displaystyle W(A)=\ln G(A),}
и 1-неприводимых функций Грина
{\displaystyle \Gamma (\alpha )=W(A(\alpha ))-\alpha A,\ \alpha (x)={\frac {\delta W(A)}{\delta A(x)}}.}
Свои названия они получили из-за того, что их разложение согласно теории возмущений по малому параметру (т. н. константе связи) {\displaystyle g\sim V[\varphi ]} в диаграммном представлении состоит для {\displaystyle G(A)} из всех возможных для данной теории диаграмм, для {\displaystyle W(A)} только из связных, а для {\displaystyle \Gamma (\alpha )} только из 1-неприводимых.